# Faena
Il torrente Faena (pr. Faèna) è un affluente in destra idrografica del fiume Tevere.

## Origini del nome
Il toponimo Faèna ha origini molto recenti, infatti solo nel XIX secolo ha assunto questa denominazione. Il nome deriva da Faìna, una famiglia nobile che ha governato San Venanzo (dove nasce il torrente) per generazioni. Per onorare i propri signori San Venanzo ha dato la corrente denominazione al corso d'acqua, di cui non si hanno notizie nei secoli precedenti.

## Descrizione
Nasce alle pendici del Monte Peglia e scorre per 21,2 chilometri nei comuni di San Venanzo, Monte Castello di Vibio e Fratta Todina. IL suo maggior affluente è il Faena de Le Felcete, che si getta nel maggiore Faena sotto Monte Castello di Vibio. Inoltre altri piccoli rivoli confluiscono nel Faena. Le sue acque sono state giudicate dall'Arpa Umbria come di qualità "buona". È di solito confuso con altri piccoli torrenti o ruscelli del luogo:
- Il fosso Faena, affluente del Calvana.
- Il torrente Calvana, chiamato erroneamente dagli abitanti "Faena".
- Il torrente Faenella, affluente del Fersinone.

## Storia
È citato ancora oggi per gli ambienti incontaminati dove scorre. Lungo il suo corso erano presenti durante il Medioevo numerosi avamposti tuderti verso la rivale Perugia.

## Portata e corso
La portata del Faena è strettamente torrentizia, con piene invernali e pesanti magre estive. Il corso del torrente si svolge in una zona non tanto urbanizzata, infatti l'unico centro poco lontano dal torrente è Fratta Todina, piccolo comune della provincia di Perugia. La maggior piena della storia recente si è verificata nel 2012, quando raggiunse la portata di 65 m³/s. Altri eventi fuori dall'ordinario si sono avuti nel 1937 e nel 1963.

## Criticità
Il maggior problema che coinvolge il Faena è il disastroso stato del letto, completamente sommerso da piante e rovi, che rende difficoltoso il deflusso delle acque. Inoltre le sponde del torrente nel corso degli ultimi decenni sono state utilizzate per lo scarico abusivo di rifiuti.